# Langues au Soudan

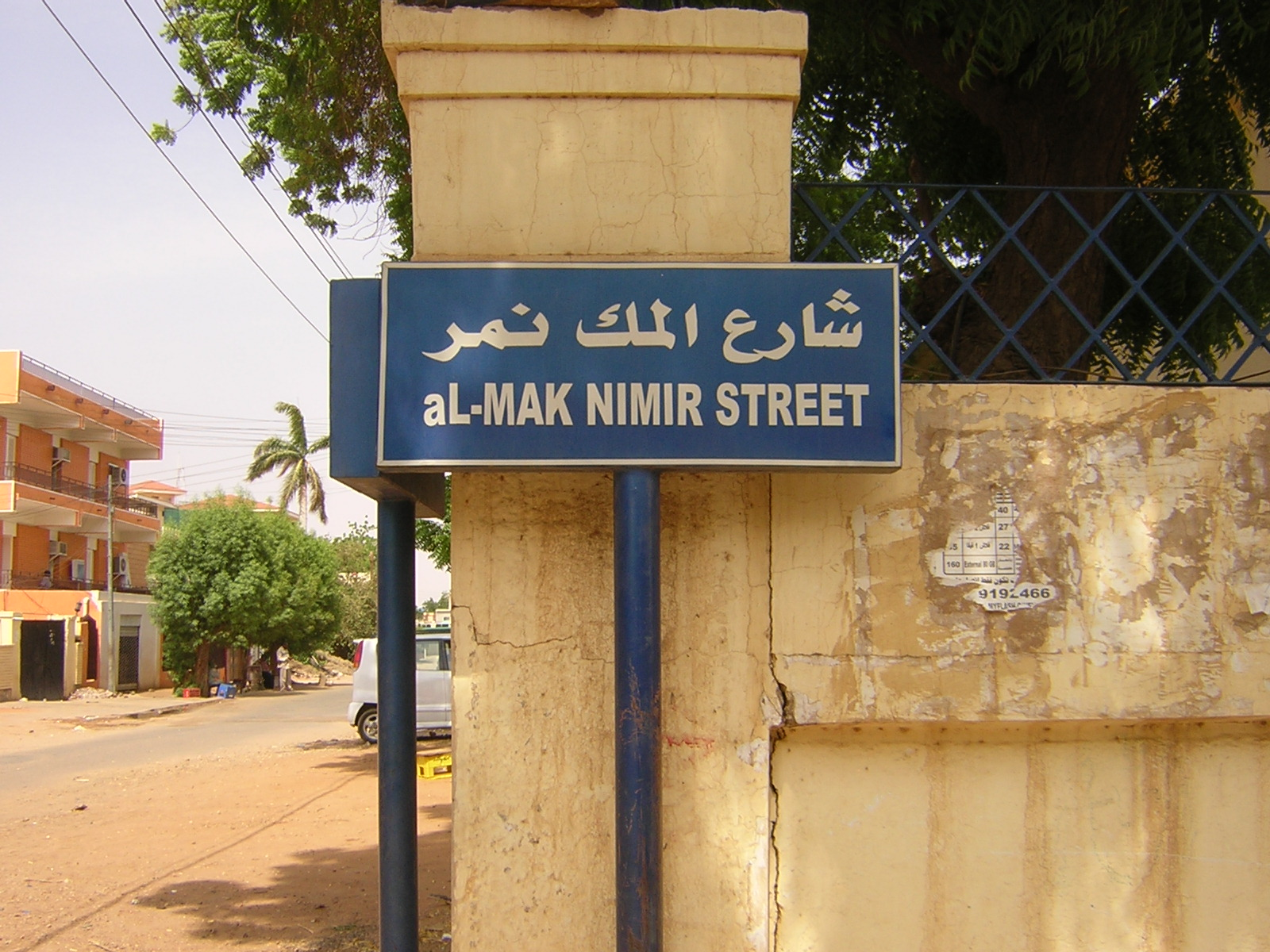
Signalisation bilingue à Khartoum.

Les langues officielles du Soudan sont l'arabe (arabe standard moderne) et l'anglais. De nombreuses langues sont parlées dans le pays. Elles appartiennent à plusieurs familles : les langues nilo-sahariennes, les langues kordofaniennes, les langues kadougli et les langues couchitiques.

## Langues officielles

Carte linguistique du Soudan et du Soudan du Sud

Les langues officielles de la république du Soudan sont l'arabe et l'anglais. Selon l'article 8 de Constitution de 2005 :
1. Toutes les langues autochtones du Soudan sont des langues nationales et doivent être respectées, développées et promues ;
2. La langue arabe est la langue nationale largement parlée au Soudan ;
3. L'arabe, en tant que langue principale au niveau national, et l'anglais seront les langues de travail officielles du gouvernement national et les langues d'enseignement pour l'éducation supérieure ;
4. En plus de l'arabe et de l'anglais, la législature de tout niveau de gouvernement infranational peut adopter une autre langue nationale comme la langue de travail officielle complémentaire à son niveau ;
5. Il n'y aura aucune discrimination contre l'usage de l'arabe ou de l'anglais à n'importe quel niveau de gouvernement ou d'enseignement[1].

## Diversité linguistique du Soudan

Les langues sémitiques, origine géographique et nombre de locuteurs

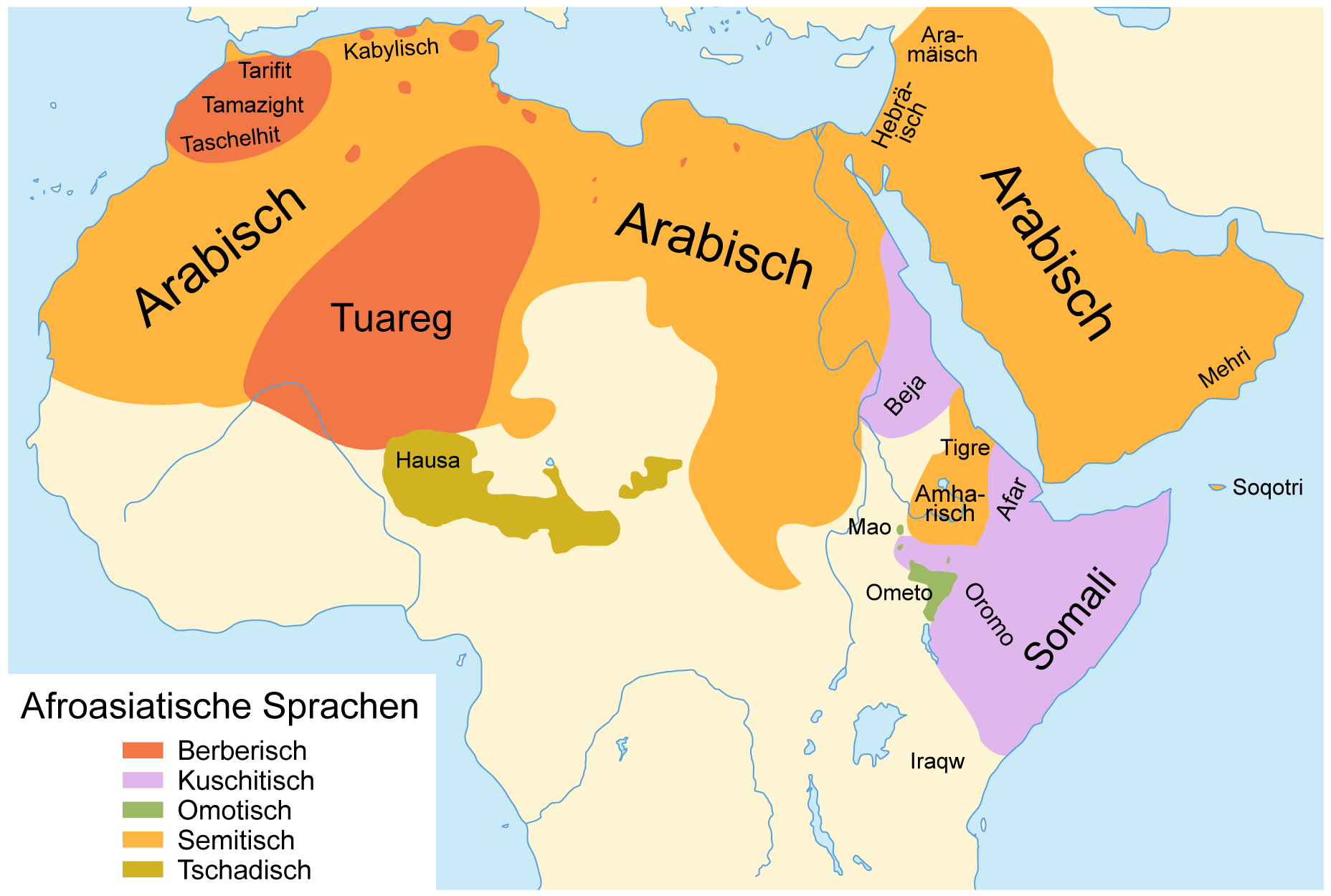
Langues couchitiques en violet

### Langues sémitiques
- L’arabe est la langue officielle. Elle se répand dans l'ensemble du pays. Il existe une forme d'arabe dialectal, l'arabe soudanais.

### Langues nilo-sahariennes
De nombreuses langues nilo-sahariennes sont parlées dans le sud du pays. La plupart d'entre elles sont des langues nilotiques :
- les langues nubiennes, notamment le nobiin ;
- les langues fur : le four ;
- les langues mabanes : le masalit, le maba ;
- les langues komanes, parlées à la frontière de l'Éthiopie.

### Langues kordofaniennes et kadougli
Les langues kordofaniennes, rattachées à l'ensemble nigéro-congolais sont parlées dans le Kordofan. Dans cette même région, on trouve les langues kadougli, encore difficilement classées.

### Langues adamawa-oubanguiennes
Des locuteurs de langues adamawa-oubanguiennes sont présents dans le Soudan du Sud, où l'on parle, par exemple le banda-ndélé. Ces langues sont, elles aussi, une branche des langues nigéro-congolaises.

### Langues couchitiques
Le beja, une langue couchitique est parlée au nord-est du Soudan.